# Туринська
Туринська (рос. Туринская) — станція Читинського регіону Забайкальської залізниці Росії, розташована на дільниці Заудинський — Каримська між станціями Дарасун (відстань — 10 км) і Каримська (20 км). Відстань до ст. Заудинський — 625 км.